# De 3 zonnen van Vinea
De 3 zonnen van Vinea (Frans: Les 3 soleils de Vinéa) is het 6e album uit de stripreeks Yoko Tsuno en het 3e met de buitenaardse Vineanen.

## Het verhaal

### Aarde
Het verhaal begint met het beeld van een astronef, die over de Aarde scheert. In dit Vineaanse ruimtevaartuig zitten Vynka en Yoko's hartsvriendin Khany. Zij komen Yoko Tsuno, Paul Pola en Ben Beeld oppikken voor een reisje naar Saturnus. Bij deze planeet bevindt zich een ruimtestation, dat zich sinds een jaar in het Zonnestelsel bevindt. Het automatische station is miljoenen jaren geleden, nadat de laatste transportschepen waren opgestegen, van Vinea vertrokken. Het ruimtestation projecteert een voor licht ondoordringbare stralenbundel, die in een tweelingstation bij Vinea uitkomt. Met deze zogenaamde "inter-melkweg-spoel" kan de afstand van twee miljoen lichtjaar tussen de Aarde en Vinea (in het sterrenstelsel de Driehoeknevel (M33)) in twee maanden worden overbrugd. Yoko en haar vrienden krijgen pas op het laatste moment te horen dat ook zij zullen deelnemen aan deze reis, maar dit weerhoudt hen er niet van om mee te gaan.

### Vinea
De reden dat de Vineanen twee miljoen jaar geleden hun thuisplaneet verlieten, was dat hun twee zonnen op het punt stonden om tegen elkaar te botsen. Deze expeditie was bedoeld om te kijken of er nog enige overlevenden waren en of hun planeet nog bewoonbaar was. Na een reis van twee maanden komt de inter-melkwegspoel aan en blijken de twee zonnen van de planeet uiteindelijk toch niet tegen elkaar gebotst te zijn. Wel wordt al snel duidelijk dat Vinea niet meer om haar as draait, waardoor ze altijd met dezelfde zijde naar de zonnen staat. Hierdoor is Vinea verdeeld in een gloeiend hete en een ijskoude zijde. In de gematigde zone daartussen in gaan de bezoekers van de Aarde op onderzoek uit. Ze ontmoeten de eerste Vineanen in Arania, waar ze voor het eerst horen over de "Grote Gids": de door niemand geziene, bijna mythische leider, die vanuit zijn hoge toren de planeet regeert.

### Toren
Aangekomen bij de kilometers hoge toren wordt Khany verdoofd en ontvoerd door een robot. Yoko wil haar te hulp schieten maar wordt tegengehouden door een andere robot. Deze verklaart aan Yoko hoe de planeet bestuurd wordt: geheugendoosjes met de geheugens van de acht grootste geleerden van Vinea sturen alles aan, onder leiding van de Grote Gids, die al twee miljoen jaar slaapt in de top van de toren. De robot verklaart dat zijn geheugendoosje de geest van Sadar bevat; de vader van Khany. Hij leidt Yoko naar de Grote Gids, waar Khany naartoe is gevoerd. In de top van de toren ontdekt Yoko dat de Grote Gids al heel lang dood is, maar zijn gedachtenenergie heeft zich in de hersenimpulsversterker vastgezet, die bedoeld was om de hersenreacties in slaaptoestand te versterken. Yoko weet Khany te redden en samen vluchten ze de toren uit. Net voordat ze gedood zullen worden door een toestel van de Grote Gids wordt dit vernietigd door de Aeronef van de toegesnelde Vynka. Ze besluiten de top van de toren weg te blazen, waardoor de hersenversterker wordt vernietigd.

### Zesde stad
De geest van de Grote Gids is verdwenen en Sadar stuurt Khany naar de slapende zesde stad, die zich op de koude zijde van de planeet bevindt. Met hulp van een kunstmatige zon (de 3e zon uit de titel) wordt het ijs van de toegangspoort gesmolten. In de stad vinden Khany en haar tweelingzusje Poky hun moeder Synda terug, die zich in een kunstmatige slaap bevindt. Ze wordt wakker gemaakt en blijkt nu even oud als haar dochter Khany te zijn. Het zal jaren duren voordat iedereen van de Aarde naar Vinea is getransporteerd, dus vertrekt Khany met Yoko en haar vrienden om het terugkeerproject op Aarde te leiden.